# Gens Actoria
La gens Actoria era una gens romana vissuta durante la tarda Repubblica. Il membro più illustre della gens fu Marco Actorio Nasone, che è citato da Svetonio e scrisse una vita di Giulio Cesare, o una storia del suo tempo.

## Itria nominausati dalla gens
L'unico nomen utilizzato dalla gens oggi conosciuto è Marcus.

## Membri illustri della gens
- Marco Actorio Nasone (Marcus Actorius Naso): vissuto probabilmente nel I secolo a.C., scrisse una vita di Giulio Cesare o una storia del suo tempo.